# Hannovers voetbalkampioenschap 1911/12
In 1911/12 werd het negende Hannovers voetbalkampioenschap gespeeld, dat georganiseerd werd door de Noord-Duitse voetbalbond. Eintracht Hannover werd kampioen en plaatste zich voor de Noord-Duitse eindronde. De club verloor in de eerste ronde van FC Eintracht Braunschweig. 
De uitslagen van de competitie zijn niet meer bekend.

## Eindstand
| Plaats | Club                       | Wed. | W  | G | V | Saldo | Ptn   |
| ------ | -------------------------- | ---- | -- | - | - | ----- | ----- |
| 1.     | FC Eintracht 1898 Hannover | 11   | 10 | 0 | 1 | 42:18 | 20:2  |
| 2.     | Hannoverscher FC 96        | 11   | 9  | 1 | 1 | 52:10 | 19:3  |
| 3.     | BV Hannovera 1898          | 12   | 6  | 2 | 4 | 44:22 | 14:10 |
| 4.     | SC 02 Hannover             | 10   | 4  | 3 | 3 | 27:22 | 11:9  |
| 5.     | SC Elite 06 Hannover       | 12   | 2  | 1 | 9 | 19:63 | 5:19  |
| 6.     | SV Hohenzollern Hildesheim | 9    | 2  | 0 | 7 | 15:27 | 4:14  |
| 7.     | VfB Hannover               | 9    | 0  | 1 | 8 | 11:48 | 1:17  |

|  | Kampioen |